# Zagroda (Filipowice)
Zagroda – południowo-wschodnia część wsi Filipowice w Polsce, położona w województwie małopolskim, w powiecie krakowskim, w gminie Krzeszowice.
W latach 1975–1998 Zagroda administracyjnie należała do województwa krakowskiego.